# Jean-François Gaultier de Biauzat
Pour les articles homonymes, voir Gaultier.
Jean-François Gaultier de Biauzat est un avocat, homme politique et journaliste français, né à Vodable le 23 octobre 1739, décédé à Paris le 22 février 1815.

## Biographie

### L'enfance
Jean-François est né dans une famille nombreuse de Vodable, propriétaire d'une métairie située au lieu-dit de Biauzat. Il est le fils de François Gaultier, avocat au parlement, châtelain et lieutenant général au mandement de Vodable, et de Jacquette Jourde. Il étudie au collège jésuite de Billom puis de Toulouse. Après son droit, il exerce le métier d'avocat à Clermont-Ferrand, auprès de son père, à partir de 1767. Appartenant à la notabilité éclairée, il s'affilie à la franc-maçonnerie.

### La carrière politique

Le Serment du jeu de paume par Jacques Louis David, L'artiste a représenté Gaultier de Biauzat parmi les parlementaires jurant de ne plus se séparer.

Il entre en politique en devenant en 1787 membre du conseil judiciaire de l'Assemblée provinciale d'Auvergne. L'année suivante, il publie un pamphlet favorable à l'abolition des droits féodaux : Doléances sur les surcharges que les gens du peuple supportent en toute espèce d'impôts, avec des observations historiques et politiques sur l'origine et les accroissements de la taille. Élu député du Tiers état pour représenter la sénéchaussée de Clermont aux États généraux, il est à Paris lors des émeutes Réveillon, auxquelles il assiste avec frayeur, à la fin d'avril 1789. Il prête le serment du jeu de paume le 20 juin 1789. Du succès de sa correspondance quotidienne avec ses amis politiques de Clermont-Ferrand naît l'idée du Journal des débats dont le premier numéro est publié le 30 août 1789.
Lors du choix des noms de département en 1790, il plaide pour que le département dont Clermont-Ferrand est le chef-lieu ne s'appelle pas Mont-d'Or mais Puy-de-Dôme, craignant que le nom « Mont-d'Or » ne fasse trop riche.
Il est élu maire de Clermont-Ferrand en janvier 1790, mais démissionne en 1791 quand il est choisi comme juge par le 4e arrondissement de Paris ; Georges Couthon est chargé d'expédier les affaires en cours du cabinet d'avocat. Membre du Club des Jacobins, il rejoint quelque temps, semble-t-il, le Club des Feuillants après la fuite du roi. Au lendemain de la journée du 10 août 1792, il retourne en Auvergne, où il est arrêté le 22 mars 1794. Libéré après le 9-Thermidor (27 juillet 1794), ce modéré adopte des opinions plus radicales devant les progrès de la Contre-révolution. Nommé maire de Clermont-Ferrand en novembre 1794 par le représentant en mission Joseph-Mathurin Musset, il est destitué le 16 juillet 1795,.

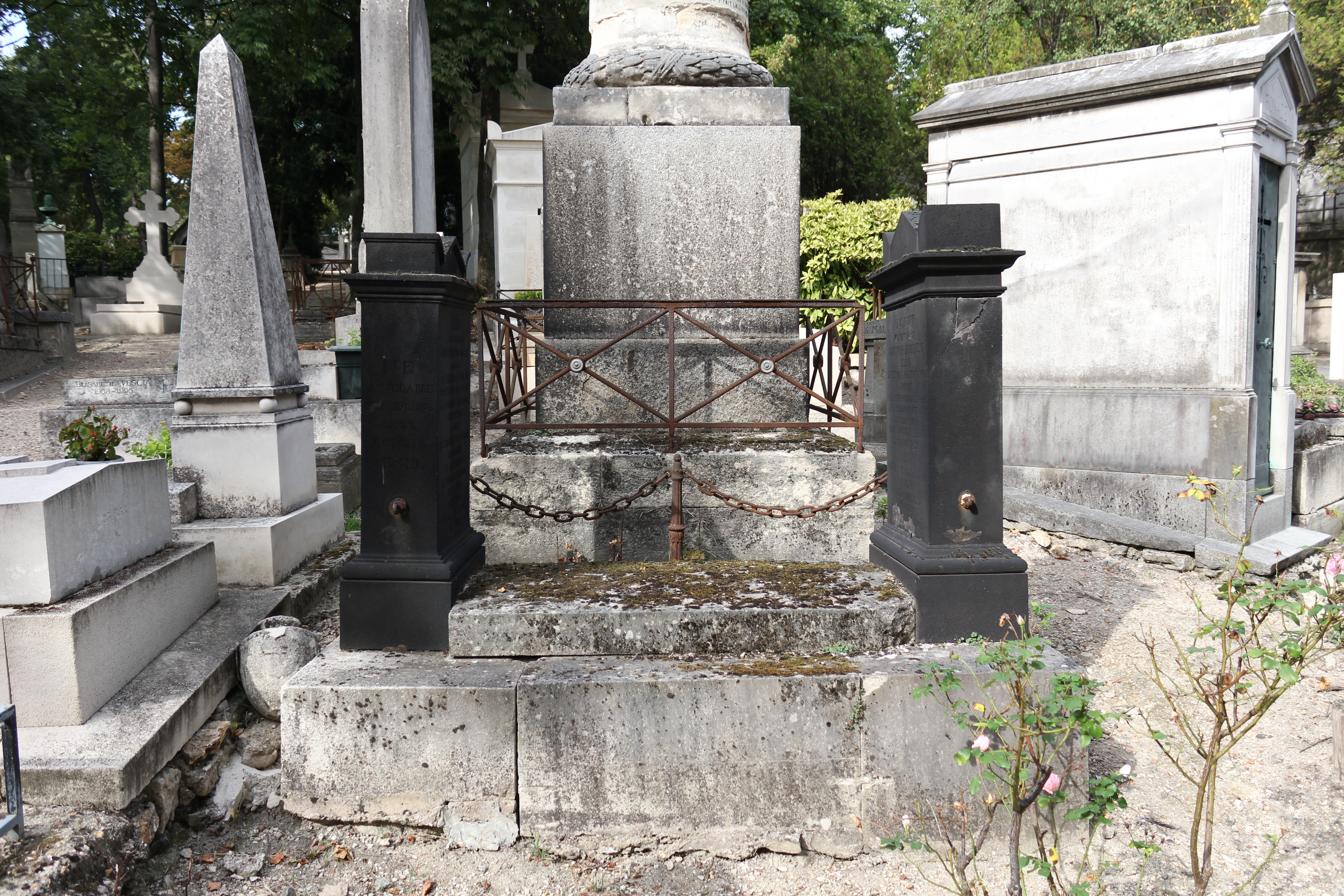
Tombe de Gautier de Biauzat (cimetière du Père Lachaise, division 13)

De retour à Paris, il est nommé commissaire du Directoire près le tribunal de cassation et devient l'un des seize jurés choisis pour siéger à la Haute Cour de Vendôme lors du procès de Gracchus Babeuf mais se montre favorable aux accusés. Favorable au coup d'État du 18 fructidor an V, il adhère à la Société des Amis des Noirs et des Colonies et fréquente le Club de la rue du Bac, où il s'affirme contre le suffrage censitaire.
Lors des élections de l'an VI, l'assemblée électorale de Paris l'envoie au Conseil des Cinq-Cents, mais ce choix est invalidé par la loi du 22 floréal an VI (11 mai 1798). Après le Coup d'État du 18 brumaire par Napoléon Bonaparte, il perd sa place de juge au tribunal de cassation, qu'il occupait depuis deux ans. Toutefois, son amitié avec Cambacérès lui permet d'obtenir le poste de commissaire et accusateur public auprès du tribunal de la Seine en juillet 1800. Le 9 décembre 1810, il doit démissionner pour raisons de santé (il finit sa vie aveugle). Il est nommé conseiller à la Cour impériale de Paris et le reste jusqu'à sa mort. Il est enterré au cimetière du Père Lachaise (division 13).

## Famille
Il épouse en 1769, à Ambert, Puy-de-Dôme, Claudine Antoinette Vimal (1739-1789). Leur fille Magdelaine Antoinette (1773-1845), bien que l'orthographe peut varier en tant que "Madeleine Antoinette" et son époux est Claude Jean Baptiste Abraham (1768-1815), avocat au barreau de Clermont-Ferrand, secrétaire général du Puy-de-Dôme, sont les grands-parents d'un autre maire de Clermont-Ferrand, Agis-Léon Ledru. A savoir que C.J.B Abraham était le fils d'Antoine Abraham, procureur de la justice de Clermont-Ferrand (1730-); et de la dame Catherine Mancel.